# 格桑德吉
格桑德吉（1978年5月—），西藏墨脱人，门巴族，中国共产党党员。中华人民共和国政治人物、第十三届全国人民代表大会西藏地区代表。

## 生平
2018年2月24日，当选为第十三届全国人大代表。